# بن سرور
بن سرور بلدية جزائرية تابعة لولاية المسيلة، تقع في أقصى جنوب ولاية المسيلة بلغ عدد سكانها حوالي 23953 عام 2008.

## الموقع الجغرافي
تبعد عن مقر الولاية ب120 كلم جنوب شرق مدينة بوسعادة على مسافة 48 كم على الطريق الوطني رقم 46. تتوسط ولاية بسكرة و ولاية باتنة و ولاية المسيلة، يحدها من الشمال بلدية الحوامد ومن الجنوب بلدية واد الشعير (محمد بوضياف) ومن الشرق بلديتي ولاد سليمان والزرزور أما من الغرب فتحدها بلديتي ولتام وواد والشعير.